# فيكتوريا راسيل
فيكتوريا راسيل (بالإنجليزية: Victoria Russell)‏ هي رسامة بريطانية، ولدت في 1962.